# سروکاج پانچر
سروکاج پانچر (نام علمی: Neocallitropsis pancheri) نام یک گونه از خانواده سرویان است.